# マイク・ポートノイ
マイク・ポートノイ （Mike Portnoy、1967年4月20日 - ）は、アメリカ合衆国出身のドラマー、ミュージシャン、作曲家。
プログレッシブ・メタルバンド「ドリーム・シアター」のドラマーとして知られる。
ローリング・ストーン誌の選ぶ「歴史上最も偉大な100人のドラマー」において2010年版では第8位であったが、改訂版の2016年版ではランク外となっている。

## 来歴

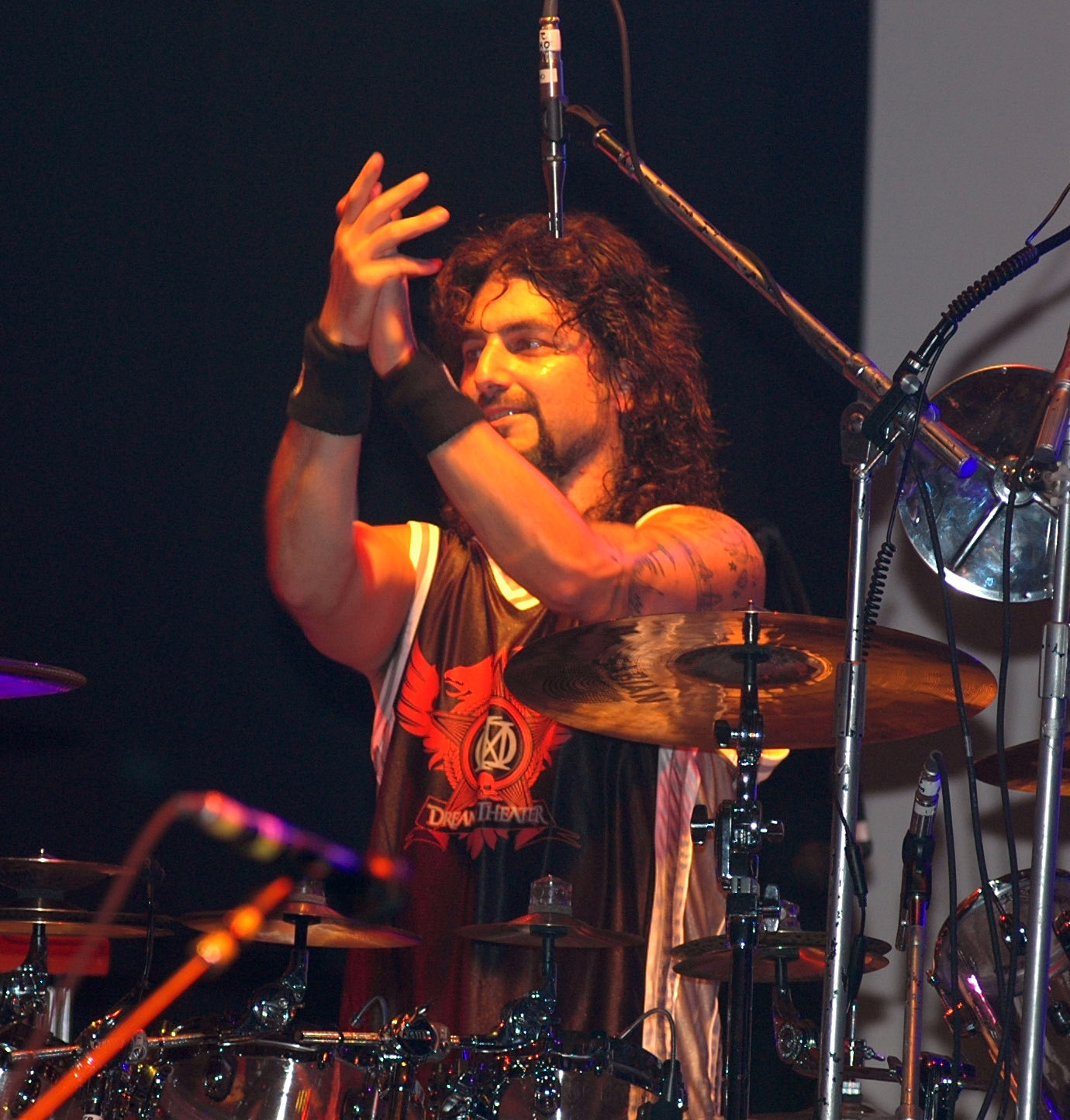
ドリーム・シアター時代 (2007年)

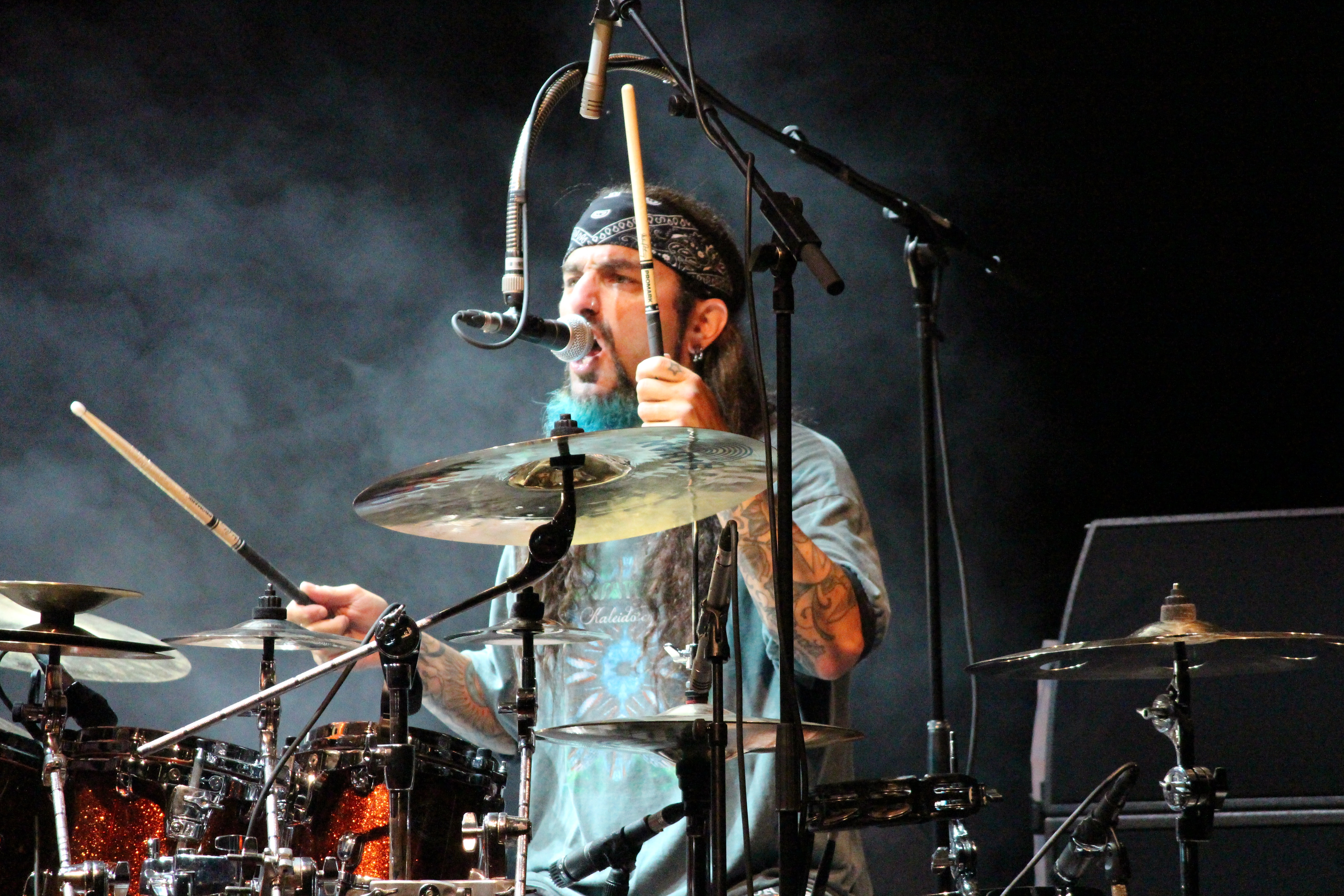
トランスアトランティック時代 (2014年)

1967年4月20日にアメリカはニューヨーク州のロングビーチ市にて生まれる。父親が地元のラジオ局でDJをしていたため、ビートルズを始めとする音楽に囲まれて育ったという。
独学でドラムを始め、地元のバンドで腕を磨いた後にバークリー音楽大学の奨学金に合格し、同校に入学。入学後、たまたま練習室でギタリストのジョン・ペトルーシとベーシストのジョン・マイアングと出会い、ドリーム・シアターの母体となるバンド「マジェスティ(MAJESTY)」を結成する。その後バンド活動に専念するために大学は休学し、1989年にバンド名を現在の「ドリーム・シアター」に改名しデビュー。（その後のドリーム・シアターとしての活動は同項を参照）
1997年にプロジェクトとして「リキッド・テンション・エクスペリメント」を立ち上げる。トニー・レヴィン(ベース)、ジョーダン・ルーデス(キーボード)、そしてドリーム・シアターのメンバーでもあるジョン・ペトルーシ(ギター)というメンバーで製作されたアルバムはその超絶技巧ぶりから人気を呼ぶが、アルバムを2枚製作した時点でジョーダン・ルーデスがドリーム・シアターの正式メンバーとして加入。「二つのバンドに同じメンバーが三人もいては、両方やる意味が無い」とし、プロジェクトは正式に解散している。
2000年からは新プロジェクト、「トランスアトランティック」を立ち上げる。2003年にメンバーのニール・モーズの宗教上の理由でバンドは一時休止するが、2009年から復活。
2001年6月からジョン・ペトルーシがジョー・サトリアーニ率いる「G3」のツアーに参加することに伴い、ジョンのバンドに参加してツアーに同行する。2005年5月にはG3としての初来日にも同行した。なお、このツアーではジョン・ペトルーシのソロアルバムからの曲を主に演奏していたが、ソロアルバム自体でドラムを叩いているのはポートノイではなくデイヴ・ディセンソである。
2003年からはフェイツ・ウォーニングのギタリスト、ジム・マテオスが立ち上げたプロジェクトの「OSI」に参加。
2010年5月、アヴェンジド・セヴンフォールドのサポート・ドラマーとして、アルバム『ナイトメア』制作とツアーに参加することを発表。9月、ドリーム・シアターのメンバーとの意見の相違により、自身の公式HP上にてバンド結成からのオリジナルメンバーとして25年間在籍したドリーム･シアターから脱退する事を発表した。
2011年初頭、シンフォニー・エックスのラッセル・アレンらと共に「アドレナリン・モブ」を結成し、同年8月にはセルフ・タイトルのEPをリリースした。
2012年、ビリー・シーン、リッチー・コッツェンらと共にトリオバンド「ザ・ワイナリー・ドッグス」を結成。翌年5月にはアルバム『ザ・ワイナリー・ドッグス』でデビュー。7月には来日公演を果たした。
2013年6月、スケジュール上の問題によりアドレナリン・モブから脱退した。
2015年、米ヘヴィメタル・バンド「トゥイステッド・シスター」に加入。翌年の解散まで在籍した。
2016年、メタル・プロジェクト「Metal Allegiance」に参加。
2017年、スーパーグループ「サンズ・オブ・アポロ (Sons Of Apollo)」を開始。
2023年10月、13年ぶりにドリーム・シアターに復帰することが発表された。

## 音楽性
最も影響を受けたドラマーはラッシュのニール・パートであると公言、現に彼はニール・パートの存在なくしてドリーム・シアターは存在しなかったとも発言している。その他にはテリー・ボジオ、ビル・ブルーフォード、ビリー・コブハム、ラーズ・ウルリッヒ、サイモン・フィリップス、ジョン・ボーナム、リンゴ・スター等から、またバンドとしてはビートルズ、ラッシュ、クイーン、イエス、ピンク・フロイド、メタリカ、アイアン・メイデン、ディープ・パープル等から影響を受けたという。またデスメタルなども聴き、更に1994年頃にはラップに傾倒していたそうである。その影響は同時期に発表したアルバム「Awake」などで感じることが出来る。
ドリーム・シアター初期の頃から点数の多いドラムセットで手数の多いドラムを叩く、というスタイルを確立している。若い頃から基本的に2バスのドラムセットで練習したと教則ビデオで語っている。時代と共に点数は増加する傾向にあり、2000年頃からは2バスと1バスの2つのドラムセットを一体化させた椅子2つの3バス、椅子の後ろの銅鑼（ドラ）も含めほぼドラマー全周を囲む巨大セットを使用している。この中を立って移動しながらのタム回しを可能にするため、タム群は一連化され1バスの方のセットではハイ・タムとロー・タムの配置が逆さになっていたり、フロアタムの代わりに口径の小さいタムにヘッドを緩く張ったタムを使用して低い音を得るなど実験的な要素が含まれていることが多い。ただし他のプロジェクトなどでは必ずしもこの限りではなく、リキッド・テンション・エクスペリメントのアルバムツアー、またG3のツアーなどではツインペダルの1バスセットでまとめるなどのシンプルなセットも使用している。
スタイルは、複雑な構成でメロディックなリズムパターンと手数の多いフィルインが特徴。ツーバスやダブル・ストロークなども交えた6連や32分のフィルでギターやキーボード等とのユニゾンプレイは圧巻である。また、極端な変拍子が目まぐるしく入れ替わるドリームシアターの屋台骨であり、その複雑なリズム・ワークは彼の代名詞としてよく取り上げられる。トリッキーな変拍子フレーズには彼自身思い入れがあり、「常に意外性のあるプレイを考えている」と語っている。しかしながら、その過度のドラミングからか2004年にはついに腱鞘炎になってしまった。
上述のようにドラミングのテクニックばかりが注目されるが、むしろ評価されるべきは楽曲のアレンジや展開などの構成力（マイク自身もそのような発言をしている）。メンバー全員が大量の音楽知識・アイディアを持っているドリームシアターにおいて、うまくそれらをまとめる彼の存在は非常に大きいといえる。しかし一方で近年は、彼自身が影響を受けた楽曲のアイデアを持ち込み過ぎであるという批判もある。
1990年代中頃からコーラスも行っている。近年では一部曲中でボーカルを取ることもあり、その歌唱力の向上もポートノイの音楽性を語る上で大きな要素にもなっている。マイクスタンドは彼の背後から伸び、頭上を通って眼前に降ろす可動式のものを使用、必要に応じて都度、ドラム・テクがマイクスタンドを操作している。
ドラムの椅子は極力高くするという。またスティックのグリップエンドが完全に手の中に隠れるように持つのも彼のプレイスタイルの特徴である。
使用するセットはTAMAが多いが、1990年代中頃にのみMAPEXのセットを使用していた。なお、ポートノイ本人が使用しているスネアドラムにはスナッピーを無段階で調節する機構が導入されている。マイク・ポートノイモデルのスネアドラム発売に当たり市販モデルにもその機構を取り付けることを本人は望んでいたが、費用と採算の面などから全く同じものを取り付けることは適わなかったという。代わりに市販モデルには2段階に調節できる機構がついている。

## 人物
ドリーム・シアターにおいては、特にケヴィン・ムーアが脱退した1994年以降はジョン・ペトルーシとともにリーダー的な役割にあり、ライブDVDなどでは本人が製作や映像の編集にも携わる。例えば「Metropolis 2000: Scenes From New York」の映像特典として入っている各地の会場の撮影画像は曲の途中のブレイクでポートノイ本人が撮影したものである。ビジネス面でも細かく指揮を取り、アルバムに限定盤を設けるのは彼の発案による所が大きいという。プロデューサーのケヴィン・シャーリー曰く「バンドの原動力」。
普段は和やかな性格でジョークもよく言うが、バンド内で意見がぶつかった際など声を荒らげる事もあるという。ライブDVDの「5 Years in a Livetime」の副音声のコメントの中で、一時はバンド内部に亀裂が生じ、そのいざこざから脱退まで考えたというエピソードも語られている。「イメージズ・アンド・ワーズ」のプロデューサー、デヴィッド・プラッターとは、制作中に何度も衝突し犬猿の仲となり、現在でも「地球上で最も嫌いな人間のひとり」と語っている。
体にタトゥーを彫ったり、顎鬚を青や紫に染めるなど、容姿は他メンバーに比べると攻撃的である。
バスケットボール好きで、ライブ時にはよくNBAのチームのユニフォームや、それを模したオリジナルのユニフォームなどを着ている。前述の「Metropolis 2000: Scenes From New York」を収録したライブの時には背番号「00」を入れたオリジナルのユニフォームを着ていた。
大の日本好きであり、それもあってか彼の肩には「マイキー」とカタカナでタトゥーが入っている（マイキーとは彼の愛称）。ただ、「日本先行発売」や「日本版ボーナストラック」といった特典には否定的な考えを示している。
ライブにはよく子供を連れて来ている。ライブビデオなどではドラムセットのすぐ後ろのステージ裏で、スティックを振って遊ぶ子供の姿が納められているものがある。
シグネチャーシンバルであるSABIANの「Max Stax」とシグネチャースネアドラムであるTAMAの「Melody Master」の名称は、彼の息子の名「Max」と娘の名「Melody」が由来となっている。
自身のサイトやツイッターでファンとの交流を頻繁に行っていて、質問に答えたり、意見の合わないファンとの間で激しいやり取りを交わすこともある。
2012年12月、ツイッター上でのファンからの「ドリーム・シアターに戻りたいか」との質問に、「陰でメンバーから反駁し難い損害を受けた今、それは難しい」と答えた。その一方で2018年現在のインタビューでの同質問には否定も肯定も出来ないが、時期によっては可能性が０とは言えないような発言も見られる。
2020年秋に発売されるジョン･ペトルーシの2ndソロアルバム「Terminal Velocity」に参加。10年ぶりに共演したことをペトルーシが発表した。

## 在籍グループ
- ドリーム・シアター (1985年-2010年、2023年- )
- リキッド・テンション・エクスペリメント (1997年-1999年、2008年)
- トランスアトランティック (1999年- )
- OSI (2003年-2008年)
- Yellow Matter Custard (2003年、2011年)
- アドレナリン・モブ (2011年-2013年)
- ザ・ワイナリー・ドッグス (2012年- )
- フライング・カラーズ (2012年- )
- トゥイステッド・シスター (2015年-2016年)
- Metal Allegiance (2016年)
- サンズ・オブ・アポロ (2017年- )

サポート
- ニール・モーズ (2003年- )
- アヴェンジド・セヴンフォールド (2010年)
- ストーン・サワー (2011年)
- Bigelf (2013年-2014年)

ほか

## ディスコグラフィ

### ドリーム・シアター
- 『ホエン・ドリーム・アンド・デイ・ユナイト』 - When Dream and Day Unite (1989年)
- 『イメージズ・アンド・ワーズ』 - Images and Words (1992年)
- 『アウェイク』 - Awake (1994年)
- 『ア・チェンジ・オブ・シーズンズ』 - A Change of Seasons (1995年) ※EP
- 『フォーリング・イントゥ・インフィニティ』 - Falling into Infinity (1997年)
- 『メトロポリス・パート2：シーンズ・フロム・ア・メモリー』 - Metropolis Pt. 2 : Scenes from a Memory (1999年)
- 『シックス・ディグリーズ・オブ・インナー・タービュランス』 - Six Degrees of Inner Turbulence (2002年)
- 『トレイン・オブ・ソート』 - Train of Thought (2003年)
- 『オクタヴァリウム』 - Octavarium (2005年)
- 『システマティック・ケイオス』 - Systematic Chaos (2007年)
- 『ブラック・クラウズ・アンド・シルヴァー・ライニングズ』 - Black Clouds ＆ Silver Linings (2009年)

### OSI
- 『オフィス・オヴ・ストレタジック・インフルエンス』 - Office of Strategic Influence （2003年）
- 『フリー』 - Free （2006年）
- re:free （2006年）

### ニール・モーズ
- 『証言』 - Testimony （2003年）
- 『ワン』 - One （2004年）
- 『?(クエスチョン)』 - ? （2005年）
- Cover to Cover （2006年） ※Morse, Portnoy and George名義
- 『ソラ・スクリプチュラ』 - Sola Scriptura （2007年）
- 『ライフライン』 - Lifeline （2008年）
- 『テスティモニー2』 - Testimony Two （2011年）
- 『テスティモニー2: ライヴ・イン・ロサンジェルス』 - Testimony 2: Live in Los Angeles (2011年) ※ライブ
- 『モーメンタム』 - Momentum （2012年）
- 『ライヴ・モーメンタム』 - Live Momentum (2013年) ※ライブ
- Grand Experiment （2015年） ※ニール・モーズ・バンド名義
- Morsefest 2014 (2015年) ※ライブ
- The Similitude Of A Dream （2016年） ※ニール・モーズ・バンド名義
- Morsefest 2015 (2017年) ※ライブ

### ジョン・アーチ
- A Twist of Fate （2003年）

### アヴェンジド・セヴンフォールド
- 『ナイトメア』 - Nightmare （2010年）

### アドレナリン・モブ
- Adrenaline Mob（2011年、EP）
- 『オメルタ』 - Omertà（2012年）
- Covertà（2013年、EP）

### ザ・ワイナリー・ドッグス
- 『ザ・ワイナリー・ドッグス』 - The Winery Dogs （2013年）
- 『ホット・ストリーク』 - Hot Streak （2015年）
- 『スリー』 - III  （2023年）

### フライング・カラーズ
- 『フライング・カラーズ』 - Flying Colors （2012年）
- Second Nature （2014年）

### サンズ・オブ・アポロ
- 『サイコティック・シンフォニー』 - Psychotic Symphony （2017年）
- 『ライヴ・ウィズ・ザ・プロヴディフ・サイコティック・シンフォニー 』 - Live with the Plovdiv Psychotic Symphony (2019年)
- 『MMXX』 (2020年)

### トリビュート・バンド
- One Night In New York City - Yellow Matter Custard （2003年）

Mike Portnoy、Paul Gilbert、Neal Morse、Matt Bissonetteによるビートルズのトリビュートバンド。
- Two Nights In North America - Hammer of the Gods （2006年）

Mike Portnoy、Paul Gilbert、Daniel Gildenlöw、Dave LaRueによるレッド・ツェッペリンのトリビュートバンド。
- One Night In Chicago - Cygnus and the Sea Monsters （2006年）

Mike Portnoy、Paul Gilbert、Sean Malone、Jason McMasterによるラッシュのトリビュートバンド。
- One Night In New York City - Amazing Journey （2007年）

Mike Portnoy、Paul Gilbert、Billy Sheehan、Gary Cheroneによるザ・フーのトリビュートバンド。
- One More Night in New York City - Yellow Matter Custard （2011年）

Mike Portnoy、Paul Gilbert、Neal Morse、Kasim Sultonによるビートルズのトリビュートバンド。